# Whatcheeriidae
Die Whatcheeriidae sind eine Gruppe ausgestorbener, früher Landwirbeltiere aus dem unteren Karbon. Sie umfasst lediglich zwei Gattungen,  Pederpes dessen fossile Überreste in Schottland gefunden wurden und Whatcheeria aus Iowa in den USA. Beide wurden etwa einen Meter lang. Sie waren die ersten Landwirbeltiere, die mehr an das Laufen an Land als an das Schwimmen im Wasser angepasst waren.

## Merkmale
Die Tiere hatten einen kräftigen Unterkiefer. Das Maul war mit spitzen, kräftigen und leicht nach hinten gebogenen Zähnen besetzt. Auf dem Maxillare saß jeweils ein großer Fangzahn. Wahrscheinlich waren die Tiere Fleischfresser, die sich von Fischen und anderen Tetrapoden ernährten.
Primitive Merkmale der Whatcheeriidae sind die im Schädelknochen verlaufenden Seitenlinienkanäle und das urtümliche Illium, das dem von Acanthostega ähnelte. Weitere fischartige Merkmale sind die Zähnen auf den Gaumenknochen und auf dem Coronoid des Unterkiefers.
Als fortschrittlich wird gesehen, das der Fuß nur noch fünf Zehen hatte. An der Hand scheint aber noch ein sechster, stark reduzierter Zeh vorhanden gewesen zu sein. Der Schädel der Whatcheeriidae war schmal und höher als der der Sarcopterygii und der primitiveren Landwirbeltiere. Die Schädeloberfläche war fein skulpturiert.